# NGC 1910
NGC 1910 ist die Bezeichnung eines Emissionsnebel mit einem eingebetteten offenen Sternhaufen im Sternbild Dorado. Das Objekt wurde am 3. August 1826 von James Dunlop entdeckt.